# Laurent-Désiré Kabila

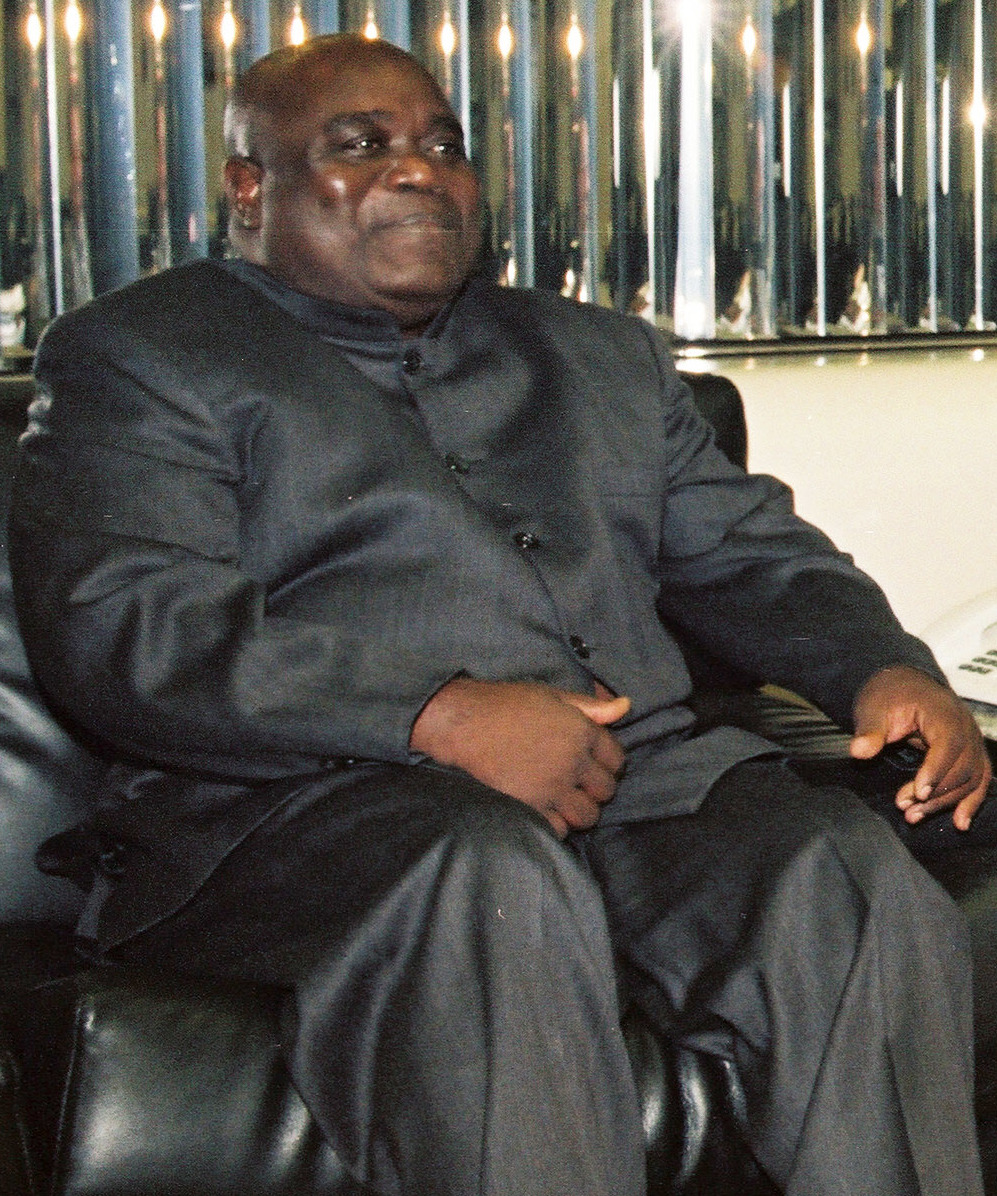
Laurent-Désiré Kabila, 1998

Laurent-Désiré Kabila (* 27. November 1939 in Baudoinville, Belgisch-Kongo; † 18. Januar 2001 in Kinshasa) war ein kongolesischer Politiker. Von 1997 bis zu seinem Tod amtierte er als Präsident der Demokratischen Republik Kongo.

## Leben

### Privates
Laurent-Désiré Kabila wurde 1939 im Norden der Provinz Süd-Katanga, in der Hafenstadt Baudoinville (am Tanganjikasee) geboren. Kabila gehörte der Volksgruppe der Baluba an.
Seine Kinder sind die Zwillinge Jaynet Kabila und Joseph Kabila.

### Anhänger Lumumbas
In den 1950er Jahren wurde er Mitglied der Jugendorganisation der Partei Balubakat, einer Patrice Lumumba nahestehenden Partei, die für die Interessen des Baluba-Volkes von Katanga eintrat. Kurz nach der Entlassung Kongos in die Unabhängigkeit am 30. Juni 1960 erklärte sich die Provinz Katanga unter Moïse Tschombé unabhängig – unterstützt von Belgien und Frankreich. Deren Vertreter sahen darin ein Bollwerk gegen die ihren wirtschaftlichen Interessen zuwiderlaufende antikoloniale Politik des Premierministers Lumumba, der wenig später gestürzt und ermordet wurde. Es folgte ein Aufstand der Balubakat gegen Tschombé, an dem Kabila als Militärführer teilnahm. Lumumba, der nach seiner Ermordung 1961 als nationaler Märtyrer verehrt wurde, galt als Vorbild Kabilas.
Kabila unterstützte Pierre Mulele, Bildungsminister in Lumumbas Kabinett, der einen neuen Aufstand in der Provinz Bandundu organisierte. Vom Nationalen Befreiungsrat (Conseil National de la Libération), geführt von Christophe Gbenye (Stellvertretender Vorsitzender der Partei Lumumbas, MNC), bekam Kabila den Auftrag, die ost-kongolesischen Bevölkerungen im Süden der heutigen Provinz Sud-Kivu und im Nordosten Katangas zum Aufstand anzustacheln.
In seiner Eigenschaft als Führer dieser Front bot der Lumumbist Kabila 1965 dem marxistischen Revolutionär Ernesto Che Guevara ein dreiviertel Jahr lang Unterschlupf. Guevara versuchte, die bereits zusammenbrechende kongolesische Revolution zu restabilisieren. Nach Guevaras Ansicht war der Kongo neben Vietnam und Lateinamerika die dritte Front eines trikontinentalen Befreiungskampfs. Kabila machte wenig Eindruck auf Guevara, welcher der Meinung war, Kabila sei ein Lebemann, aber kein Revolutionär und „verstehe sich mehr aufs Trinken und die Hurerei als aufs Kämpfen“.
Nach der Niederlage der Rebellion und dem Abzug ihrer ausländischen Unterstützung hielt Kabila, im Gegensatz zu anderen führenden Männern, an seiner Opposition gegen das sich etablierende Regime des neuen Präsidenten Mobutu fest. 1967 gründete er die Parti de la Révolution Populaire (PRP), deren bewaffneter Arm – die FAP – den Kampf in Süd-Kivu und Nord-Katanga noch bis in die 1980er Jahre fortsetzte. Kabila sah das Scheitern der bisherigen Aufstände in „sieben Irrtümer(n)“ begründet: mangelnde politische Bildung, übermäßige Abhängigkeit vom Ausland, Vernachlässigung der Bauern, Tribalismus, Mangel an Disziplin und Selbstverleugnung, fehlende Zusammenarbeit zwischen Kämpfern und Volk, Fehlen einer revolutionären Partei.
1984 eroberte die PRP seine Heimatstadt Moba am Tanganjikasee, die aber kurze Zeit später von den Truppen Mobutus zurückerobert wurde. Ein erneuter Versuch zur Besetzung Mobas im Jahre 1985 schlug fehl. Dieser Erfolg der zaïrischen Armee veranlasste Mobutu zum Erlass einer Amnestie, die dazu führte, dass die PRP einige ihrer Mitglieder, aber auch die Unterstützung durch das Ausland verlor. Kabila verließ vorerst Zaïre und seine Spur verlor sich bis ins Jahr 1996 hinein – wenngleich es auch Hinweise darauf gibt, dass er sich bis Mitte der 1990er Jahre in Tansania aufgehalten haben und dort unter anderem in den Waffen- und Diamantenschmuggel involviert gewesen sein soll. Im Oktober 1996 trat er, von seinen politischen Freunden in Kampala (Uganda) und Kigali (Ruanda) auf Vorschlag der Amerikaner unterstützt, an die Spitze der neu gegründeten „Alliance des Forces Démocratiques pour la Libération du Congo (AFDL)“.
Die AFDL, gegründet am 18. Oktober 1996 durch vier politische Parteien, war ein Zweckbündnis zwischen verschiedenen Gegnern Mobutus, dessen unmittelbare Entstehung zurückging auf „den bewaffneten Aufstand der Banyamulenge-Tutsi in Süd-Kivu gegen das zaïrische Regime, das sie als Ausländer betrachtete und ab Sommer 1996 aus dem Land jagen wollte – genauso wie in den Jahren davor Banyamasisi-Tutsi in Nord-Kivu Opfer der Vertreibungen nach Ruanda geworden waren“. Die AFDL und ihre Führer hatten nie daran geglaubt, dass sich eine Diktatur freiwillig in eine Demokratie wandele. Damit erklärt sich die Nicht-Teilnahme Kabilas an der zwischen 1991 und 1992 in Kinshasa stattgefundenen Nationalkonferenz zur Einleitung eines demokratischen Systems in Zaïre.

### Präsidentschaft
Nach einem achtmonatigen Triumphzug durch das Land setzte die AFDL am 16. Mai 1997 dem diktatorischen Regime Mobutus ein Ende. Die Verhandlungen zum Rücktritt Mobutus wurden unter anderem von Nelson Mandela moderiert. Das Land bekam den Namen Demokratische Republik Kongo zurück, und am 17. Mai 1997 autoproklamierte sich Kabila zum Präsidenten.
Präsident Kabila, der bei seinem Einzug in Kinshasa zunächst als Retter und Befreier gefeiert worden war, verspielte durch eine Politik, die sich durch Improvisation und Dilettantismus auszeichnete, seine Popularität. Kabila zeigte zudem nach seiner Machtübernahme zunehmend autoritäre und teils größenwahnsinnige Züge und sagte von sich selbst, dass er „im Kongo Gott sei“. Ein Jahr nach seiner Machtübernahme verbot er ferner die politischen Parteien und jegliche politische Betätigung mit der Folge, dass der durch die Souveräne Nationalkonferenz eingeleitete Demokratisierungsprozess blockiert wurde.
Der neue Machthaber, der sich in den ehemaligen Palästen Mobutus in Gbadolite einquartiert hatte, trat danach nur noch relativ selten in der Öffentlichkeit auf. Wenn er dies tat, so verließ er die Paläste nur noch in einer mehrere Kilometer langen Autokolonne, wobei diese auch aus Radpanzern und Technicals bestand. Passanten auf den Straßen, die diese Kolonne versehentlich blockierten oder aufhielten, wurden von Kabilas Leibwache erschossen oder kurzerhand und ohne Warnung überfahren. Ehemalige Stabsmitarbeiter Kabilas berichteten später, dass bei jeder dieser Ausfahrten Kabilas durchschnittlich mindestens vier Passanten durch diese Willkürakte getötet wurden.
Am 2. August 1998 brach, nachdem Präsident Kabila die Vereinbarungen mit seinen ehemaligen Alliierten, Ruanda und Uganda, aufgekündigt hatte, im Osten des Landes der Zweite Kongokrieg aus, der sich bis in den Norden des Landes ausbreitete. Während diese Rebellion von Ruanda und Uganda unterstützt wurde, standen dem Regime in Kinshasa Angola, Simbabwe und Namibia militärisch zur Seite. Das im Juli und August 1999 unterzeichnete Friedensabkommen von Lusaka ist aufgrund des fehlenden Willens der Konfliktparteien und wegen des mangelnden Interesses der internationalen Gemeinschaft während der Regierungszeit Kabilas nicht umgesetzt worden.
Die Verschlechterung der sozio-ökonomischen Situation der Bevölkerung nahm stetig zu. Chaos, galoppierende Inflation, Auflösung des Staates, Korruption, illegale Bereicherung, Nepotismus und willkürliche Verhaftungen von Oppositionellen sind die Bilanz der über dreijährigen Regierungszeit Präsident Kabilas.
Kabila war den Traditionen Zentralafrikas stets verbunden. Er hielt ununterbrochen jahrelang einen Talisman in einer Hand, um sich vor Unheil zu schützen.

### Attentat
Auf Laurent Désiré Kabila wurde am 16. Januar 2001 durch Rashidi Mizele, einem seiner Leibwächter, ein Attentat verübt. Der Attentäter wurde unmittelbar darauf von anderen Leibwächtern getötet. Nach offizieller Darstellung wurde Kabila nach Simbabwe ausgeflogen und starb am 18. Januar. Die Hintergründe dieses Attentats sind bis heute nicht eindeutig geklärt. Im Januar 2003 wurde der mutmaßliche Drahtzieher Oberst Eddy Kapend, ein Cousin Kabilas, zum Tode verurteilt. 2021 wurde er aus humanitären Gründen aus dem Gefängnis entlassen.
Kabilas Sohn Joseph folgte seinem Vater im Präsidentenamt nach.